# 東京トヨペット
東京トヨペット（とうきょうトヨペット）は、かつて存在した東京都を販売エリアとする、トヨペット店の自動車ディーラーである。
東京では日産自動車の関東系自動車メーカーに有力なディーラーを抑えられてしまったため、初のトヨタ自動車販売直営ディーラーとして1953年（昭和28年）3月創立。
2019年（平成31年）4月1日、トヨタ自動車の「東京ReBORN計画」による販売チャネル制度の廃止に伴い、トヨタ東京販売ホールディングスを存続会社とし、都内直営ディーラー（東京トヨペット・東京トヨタ自動車・トヨタ東京カローラ・ネッツトヨタ東京）を合併。同時に「トヨタモビリティ東京株式会社」へ商号変更した。屋号もトヨタモビリティ東京となった事により、東京トヨペットは企業、屋号ともに消滅した。

## 会社概要
- 事業内容
  - 自動車販売事業全般
    - トヨペット店
    - レクサス店（晴海、高輪、深川、足立、ときわ台、荻窪、用賀、雪谷、三鷹、府中、町田、青山、CPO世田谷、CPO足立）

  - au販売代理事業

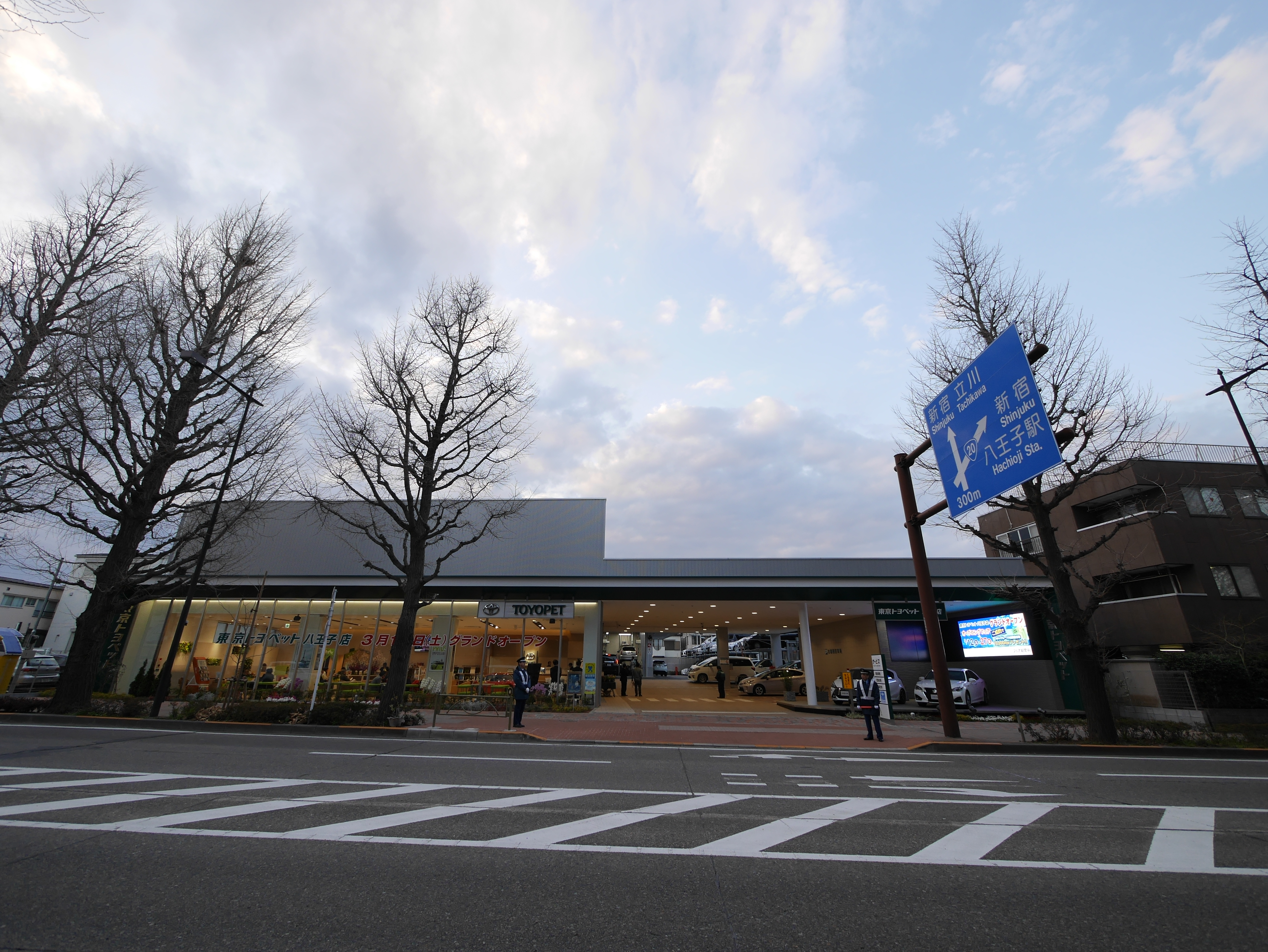
東京トヨペット八王子店（現・トヨタモビリティ東京八王子いちょう通り店）
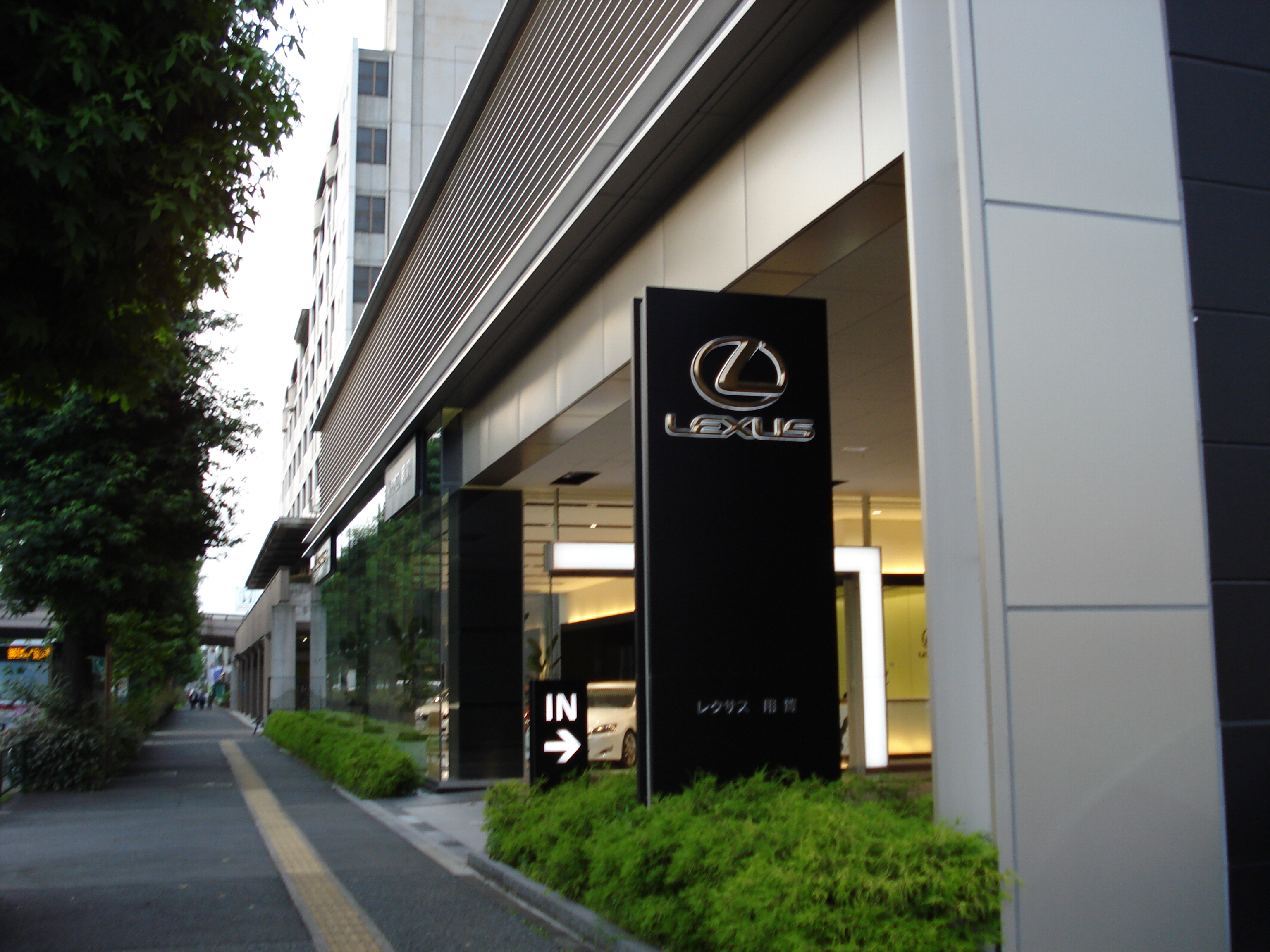
レクサス用賀

## 歴代経営者
- 高橋俊裕 -（トヨタ自動車常務取締役、日本郵政公社副総裁）

## かつての取扱車種

### セダン
- センチュリー T

センチュリーはトヨタ店の専売であるが、東京地区のみ東京トヨペットでも併売される。
- セルシオ P
- クラウン T

クラウンシリーズはトヨタ店の専売であるが、東京地区のみ東京トヨペットでも併売される。
- プログレ P
- アバロン T

アバロンはトヨペット店の専売であるが、東京地区のみ東京トヨタでも併売されていた。
- マークX T
  - マークII T

マークX·マークIIはトヨペット店の専売であるが、東京地区のみ東京トヨタでも併売される。
- MIRAI T
- カムリ P/C/N

カムリはトヨタ店以外の併売であるが、東京地区のみ東京トヨタでも併売される。
- プリウス ★
- プリウスPHV ★
- SAI ★
- プレミオ P
  - コロナ T1987年12月まで｡
  - コロナEXiV P
- カリーナ T
  - カリーナED T

カリーナシリーズはトヨタ店の専売であるが、1989年9月までは東京地区のみ東京トヨペットでも併売されていた。
- キャバリエ T

キャバリエはトヨタ店の専売であるが、東京地区のみ東京トヨペットでも併売されていた。
- コルサセダン T1987年12月まで｡
- ベルタ C
- プラッツ N2004年3月まで｡

### SUV
- キャミ P
- ラッシュ P
- ハリアー P

### コンパクト
- ポルテ T
- オーリス N
  - ブレイド T
- Opa P
- アクア ★
- タンク N
- コルサ T1987年12月まで｡
- ラクティス C

### ミニバン
- アルファード P
- エスクァイア T
- シエンタ ★

### ステーションワゴン
- プリウスα ★
- アベンシス T/N

### クーペ
- 86 ★
- スープラ ★
- ソアラ T
- サイノス

### ビジネスカー
- サクシード T
- ハイエース T

ハイエースはトヨペット店の専売であるが、東京地区のみ東京トヨタでも併売される。
- トヨエース P
- トヨタ教習車（2代目カローラアクシオの同型車種）T

トヨタ教習車はトヨペット店の専売であるが、東京地区のみ東京トヨタでも併売される。
注
- P印はトヨペット店専売車
- T印はトヨタ店と併売
- C印はカローラ店と併売
- N印はネッツ店と併売
- T/N印はトヨタ店、ネッツ店と併売
- ★印は全チャンネルで併売

## コマーシャル
- 在京ラジオ局（AM、FM問わず）でラジオCMがオンエアされていた。かつては山田康雄がナレーションを長年に渡って担当していた。山田が逝去後は石井隆夫と小林麻由子などが担当していた。オリジナルのBGM（アレンジを変えながらも基本的に同じ曲）に載せて取り扱い車種の発表会や週末の販促イベント等を告知し、最後に男女コーラスによるサウンドロゴを流して締める形式だった。

- J-WAVEでは開局から10年程土曜日の交通情報を提供していた（ワイド番組内包分は除く）。2017年9月まで、土曜日午前11時51分台TBSラジオ交通情報、2018年3月までは、ニッポン放送 土曜日午前8時56分台交通情報とエコドライブ情報、2018年5月まではTOKYO FM 東京トヨペット presents E-Column （金曜日16時15分前後）を長年にわたって提供していた。

### 提供番組
- トヨタモビリティ東京 presents ネクスト サロン（金曜日16時30分）- TOKYO FM 2019年4月5日 ～ 9月27日

　（2018年6月1日放送開始～7月27日までは金曜16時15分からの放送、8月10日～2019年3月29日までは16時40分前後開始で、東京トヨペット presents ネクスト サロンだった。）
- TOKYO LOCAL GOOD with トヨタモビリティ東京（金曜日16時30分）- TOKYO FM 2019年10月4日 ～ 2020年9月25日